# Reator modular pequeno

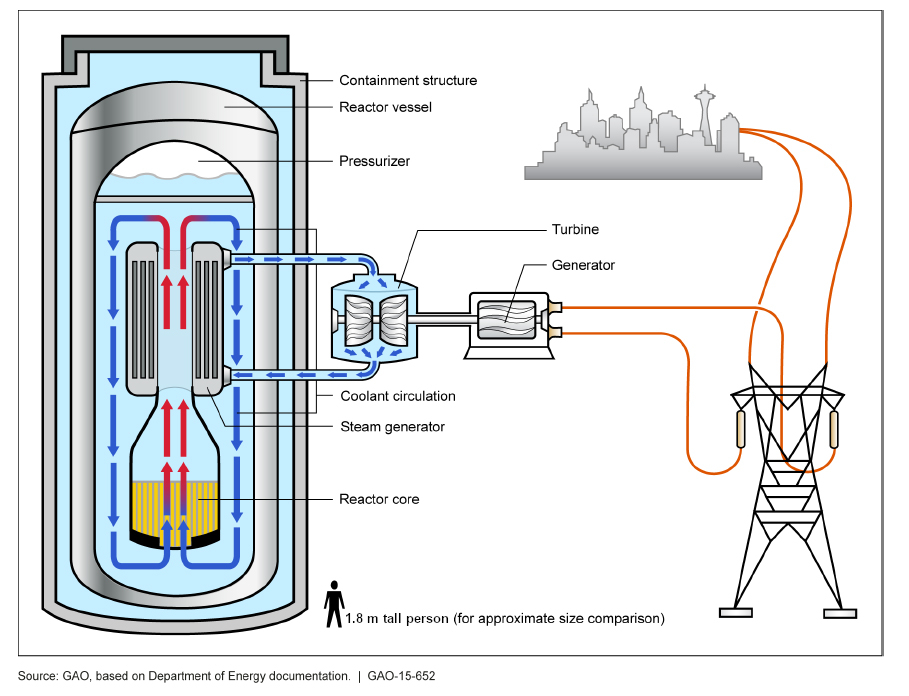
Ilustração de um pequeno reator nuclear modular de água leve (SMR)

Reatores modulares pequenos (Small modular reactors ou SMRs em inglês) são reatores de fissão nuclear que têm uma fração do tamanho dos reatores convencionais. Eles podem ser fabricados em uma fábrica e transportados para um local para serem instalados. Reatores modulares reduzem a construção no local, aumentam a eficiência de contenção e aumentam a segurança. A maior segurança vem com o uso de recursos de segurança passivos que operam sem intervenção humana. Os SMRs também reduzem a equipe em comparação com os reatores nucleares convencionais. Os SMRs supostamente cruzam as barreiras financeiras e de segurança que inibem a construção de reatores convencionais.
Os designs SMR variam de versões reduzidas de designs existentes até designs de quarta geração. Os reatores de nêutrons térmicos e os reatores de nêutrons rápidos foram propostos, juntamente com modelos de reatores resfriados a gás e sal fundido.
O principal obstáculo ao seu uso comercial é o licenciamento, uma vez que os atuais regimes regulatórios são adaptados aos projetos convencionais. Os SMRs diferem em termos de equipe, segurança e tempo de implantação. Uma preocupação com SMRs é prevenir a proliferação nuclear. O tempo, o custo e o risco do licenciamento são fatores críticos para o sucesso. Os estudos do governo dos EUA que avaliaram os riscos associados aos SMR diminuíram o licenciamento.

## Vantagens

### Licenciamento
Uma vez licenciada a primeira unidade de um determinado projeto, o licenciamento das unidades subsequentes deve ser drasticamente mais simples, visto que todas as unidades operam da mesma maneira.

### Escalabilidade
Outra vantagem é a escalabilidade. Uma determinada estação de energia pode começar com um único módulo e continuar adicionando módulos conforme a demanda aumenta. Isso reduz os custos de inicialização associados aos projetos convencionais.

### Localização/infraestrutura
Os reatores SMR exigem menos espaço; por exemplo, o reator SMR Rolls-Royce ocupa 40.000 m2, 10% do necessário para uma planta convencional. Entre os SMRs, é relativamente grande e envolve mais construção no local. A empresa tem como meta um tempo de construção de 500 dias.

### Segurança
A contenção é mais eficaz e as preocupações com a proliferação são muito menores. Por exemplo, uma válvula de alívio de pressão pode ter uma mola que responde ao aumento da pressão para aumentar o fluxo de refrigerante. Os recursos de segurança inerentes não exigem peças móveis para funcionar, dependendo apenas das leis físicas. Outro exemplo é um tampão no fundo do reator que derrete quando as temperaturas estão muito altas, permitindo que o combustível do reator escoe para fora e perca massa crítica.

### Fabricação
A principal vantagem dos reatores modulares pequenos são os custos mais baixos decorrentes da fabricação central e de projetos padronizados. No entanto, o transporte do módulo SMR precisa de mais estudos.

### Proliferação
Muitos SMRs são projetados para utilizar combustíveis não convencionais que permitem maior queima e ciclos de combustível mais longos. Intervalos de reabastecimento mais longos podem diminuir os riscos de proliferação e diminuir as chances de radiação escapar da contenção.

## Tipos

Uma cadeia de fissão nuclear é necessária para gerar energia nuclear.

SMRs vêm em vários designs. Alguns são versões simplificadas dos reatores atuais, enquanto outros envolvem tecnologias totalmente novas. Todos os SMRs propostos usam fissão nuclear. Projetos de SMR incluem reatores de nêutrons térmicos e reatores de nêutrons rápidos.

### Reatores de nêutrons térmicos
Reatores de nêutrons térmicos dependem de um moderador para desacelerar nêutrons e geralmente usam 235U como material físsil. A maioria dos reatores operacionais convencionais são deste tipo.

### Reatores rápidos
Reatores rápidos não usam moderadores. Em vez disso, eles dependem do combustível para absorver nêutrons de alta velocidade. Isso geralmente significa alterar o arranjo do combustível dentro do núcleo ou usar combustíveis diferentes. Por exemplo, é mais provável que 239Pu absorva um nêutron de alta velocidade do que 235U.
Reatores rápidos podem ser reatores reprodutores. Esses reatores liberam nêutrons suficientes para transmutar elementos não fissionáveis em fissionáveis. Um uso comum para um reator reprodutor é cercar o núcleo em um "cobertor" de 238U, o isótopo mais facilmente encontrado. Uma vez que o 238U sofre uma reação de absorção de nêutrons, torna-se 239Pu, que pode ser removido do reator durante o reabastecimento e, posteriormente, usado como combustível.

## Tecnologias

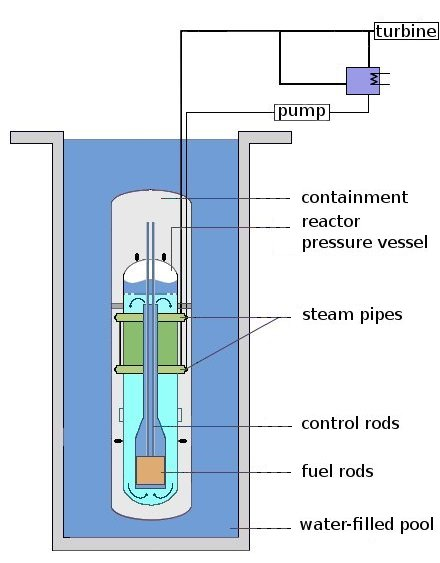
Um exemplo de tipo de SMR (Small Modular Reactors) ou Reator Modular Pequeno.

### Resfriamento
Os reatores convencionais usam água como refrigerador. Os SMRs podem usar água, metal líquido, gás e sal fundido como refrigeradores.

### Geração térmica/elétrica
Alguns projetos de reatores resfriados a gás acionam uma turbina movida a gás, em vez de ferver água. A energia térmica pode ser usada diretamente, sem conversão. O calor pode ser usado na produção de hidrogênio e outras operações comerciais, como a dessalinização e a produção de produtos petrolíferos (extração de óleo de areias betuminosas, criação de óleo sintético de carvão, etc.).

## Resíduos
Muitos projetos SMR são reatores rápidos com maior consumo de combustível, reduzindo a quantidade de resíduos. Em energia de nêutrons mais alta, mais produtos de fissão podem ser tolerados. Reatores reprodutores "queimam" 235U, mas convertem materiais férteis como 238U em combustíveis utilizáveis.
Alguns reatores são projetados para funcionar no ciclo de combustível do tório, que oferece uma radiotoxicidade de resíduos de longo prazo significativamente reduzida em comparação com o ciclo do urânio.

## Segurança
Os sistemas de refrigeração podem usar a circulação natural (convecção) para eliminar as bombas que podem quebrar. A convecção pode continuar removendo o calor de decomposição após o desligamento do reator.
Coeficientes de temperatura negativos nos moderadores e nos combustíveis mantêm as reações de fissão sob controle, fazendo com que a reação diminua conforme a temperatura aumenta.

## Economia
Um dos principais impulsionadores do interesse em SMRs são as alegadas economias de escala, em comparação com reatores maiores, que resultam da capacidade de fabricá-los em uma fábrica. Por outro lado, alguns estudos concluem que o custo de capital dos SMRs é equivalente ao de reatores maiores. É necessário capital substancial para construir a fábrica. A amortização desse custo requer um volume significativo, estimado em 40–70 unidades.